# Голаш
Голаш (итал. Moncalvo) је насељено место у Републици Хрватској у Истарској жупанији. Административно је у саставу Општине Бале.

## Становништво
Према задњем попису становништва из 2001. године у насељу Голаш живела су 92 становника који су живели у 33 породична домаћинстава.
Кретање броја становника по пописима 1857—2001.
| година пописа  | 1857. | 1869. | 1880. | 1890. | 1900. | 1910. | 1921. | 1931. | 1948. | 1953. | 1961. | 1971. | 1981. | 1991. | 2001. |
| бр. становника | 0     | 0     | 71    | 107   | 163   | 140   | 126   | 189   | 162   | 146   | 121   | 104   | 121   | 103   | 92    |

Напомена:У 1857 и 1869. подаци, а у 1880, 1921. и 1931. део података садржан је у насељу Бале. 